# Martti Pesonen
Martti Pesonen (Sortavala 8 de noviembre de 1942) fue un piloto de motociclismo finlandés, que participó en el Campeonato del Mundo de Motociclismo entre 1968 y 1971. Su mejor temporada fue en 1970 cuando acabó en quinto lugar de la categoría de 350cc. Pesonen fue amigo de juventud del campeón mundial de motocross, Heikki Mikkola.

## Resultados
Sistema de puntuación a partir de 1969:
| Posición | 1  | 2  | 3  | 4 | 5 | 6 | 7 | 8 | 9 | 10 |
| Puntos   | 15 | 12 | 10 | 8 | 6 | 5 | 4 | 3 | 2 | 1  |

(Carreras en negrita indica pole position, carreras en cursiva indica vuelta rápida)
| Año  | Clase | Equipo     | 1       | 2       | 3      | 4       | 5      | 6     | 7       | 8     | 9       | 10    | 11    | 12      | Pts. | Pos. |
| ---- | ----- | ---------- | ------- | ------- | ------ | ------- | ------ | ----- | ------- | ----- | ------- | ----- | ----- | ------- | ---- | ---- |
| 1968 | 250cc | Yamaha     | RFA -   | ESP -   |        | TT -    | NED -  | BEL - | RDA -   | CZE - | FIN Ret | ULS - | NAT - |         | 0    | -    |
| 1969 | 250cc | Yamaha     | ESP 4   | GER -   | FRA 17 | IOM -   | NED 12 | BEL - | DDR 8   | CZE - | FIN Ret | ULS - | NAT - | YUG -   | 11   | 17.º |
| 1969 | 350cc | Yamaha     | ESP -   | GER -   |        | IOM -   | NED -  |       | DDR 10  | CZE 8 | FIN 5   | ULS - | NAT 5 | YUG Ret | 13   | 14.º |
| 1970 | 350cc | Yamaha 354 | GER Ret |         | YUG 4  | IOM Ret | NED 6  |       | DDR Ret | CZE 6 | FIN 5   | ULS 5 | NAT - | ESP 4   | 38   | 5.º  |
| 1970 | 500cc | Yamaha 354 | GER 7   | FRA -   | YUG 5  | IOM Ret | NED -  | BEL 8 | DDR -   | CZE 8 | FIN 7   |       | NAT - | ESP 7   | 24   | 9.º  |
| 1971 | 350cc | Yamaha     | AUT -   | GER Ret | IOM -  | NED 6   |        | DDR - | CZE -   | SWE - | FIN -   | ULS - | NAT - | ESP -   | 5    | 33.º |